# 榎本達也
榎本 達也（えのもと たつや、1979年3月16日 - ）は、東京都練馬区生まれ、埼玉県蕨市育ちの元プロサッカー選手。現役時代のポジションはゴールキーパー（GK）。

## 来歴

### 選手時代
兄の影響で 小学校1年生（6歳）時にサッカーを始める。1996年に埼玉県選抜として国体に出場し、大型GKとして注目を集めた。
浦和学院高等学校卒業後の1997年、横浜マリノスに入団。1998年、U-19日本代表において櫛野亮、曽ヶ端準との定位置争いを制しAFCユース選手権で準優勝。翌年開催のワールドユース出場権を勝ち取ったが、U-20日本代表正GKには南雄太が据えられたため、出場機会を得られずに終わった。
2000年8月5日、J1・2nd第8節鹿島戦で負傷した正GK川口能活に代わって リーグ戦初出場。その後川口の復帰により控えに戻るも、2001年10月には川口が退団したためクラブでの定位置を得た。直後にあったナビスコカップ決勝戦では退場者を出す苦しい展開の中、磐田の攻撃を零封。PK戦でも相手PKを3本止める活躍を見せ、大会MVPに輝いた。2004年に行われた浦和とのチャンピオンシップでは、PK戦で相手PKを2本止め J1連覇に貢献。2005年以降は榎本哲也とのポジション争いで出場機会を減らした。
2007年、ヴィッセル神戸へ完全移籍。2008年からは副主将を務めた。正GKとして活躍を続けていたが、2010年4月の浦和戦で中心性頸髄損傷によって離脱。夏場にかけて復帰するも、J1第20節山形戦及び同22節京都戦で退場処分を受けるなど 振るわず、監督交代を境に第23節以降は徳重健太にポジションを奪われた。同シーズンを以て、神戸との契約を満了。
2011年、徳島ヴォルティスへ完全移籍。副主将を任されるも、同年2月の練習中に左アキレス腱断裂。同年10月のJ2第31節京都戦で復帰し、果敢なプレーを見せたが、オ・スンフンから正GKの座を奪取するには至らず、通年4試合の出場に留まった。2012年は背番号を1に改め、オに代わって開幕から正GKを務めたが、チームの状態が上向かず中盤戦にはベンチに降格。終盤戦にはベンチ外となり、同年限りで退団。
2013年、栃木SCへ完全移籍。神戸在籍時の指揮官であり、サッカー観が似通っていて「肌に合う」という松田浩監督によって正GKに据えられた。松田が退任し、阪倉裕二が監督に就任した2014年は鈴木智幸が正GKに据えられたため控えとなったが、出場間隔が開く中でも安定感を失わずにプレー。しかし、高年俸と年齢がネックとなり 契約満了を迎えた。12月3日、トライアウトに最年長選手として参加した。
2015年、FC東京へ完全移籍。第2GKとしてベンチ入りを続け、8月以降は離脱した正GK権田修一に代わって 5年ぶりのJ1リーグ戦出場を果たした。的確な判断とポジショニングで 好守を続けていたが、ナビスコカップ準々決勝・鹿島戦では自身のミスから大敗を招き 以後は新加入のブラダ・アブラモフにポジションを明け渡した。2016年はベンチ外になる試合も多かったが、たとえ控えでも自分がチームを支えているという自負をもって先発選手を送り出す姿勢は他の選手に大きな影響を与えた。同年末、契約満了により退団。

### 指導者時代
2016年限りで現役を引退し、2017年よりFC東京普及部コーチに就任。2017年4月11日にはブラインドサッカー強化選手にも選ばれた。

## 所属クラブ
ユース経歴
- 1985年 - 1990年 蕨市北町サッカースポーツ少年団 (蕨市立北小学校)[5][4]
- 1991年 - 1993年 蕨市立第二中学校[5][4]
- 1994年 - 1996年 浦和学院高等学校

プロ経歴
- 1997年 - 2006年  横浜マリノス / 横浜F・マリノス[注 1]
- 2007年 - 2010年  ヴィッセル神戸
- 2011年 - 2012年  徳島ヴォルティス
- 2013年 - 2014年  栃木SC
- 2015年 - 2016年  FC東京

## エピソード
- 横浜F・マリノス所属時のチームメイトで同じGKの榎本哲也は名前が似ているだけで血縁は無い。ただ、当時より二人を兄弟であると勘違いしていたファンは多く、ヴィッセル神戸移籍加入時にもファンから兄弟対決について質問を受けた。その際に榎本はファンの発言を否定はせずに、発言の中で哲也のことを「哲也君」と呼ぶことで兄弟ではないことを暗示した。

## 個人成績
| 国内大会個人成績 | 国内大会個人成績 | 国内大会個人成績 | 国内大会個人成績 | 国内大会個人成績 | 国内大会個人成績 | 国内大会個人成績 | 国内大会個人成績 | 国内大会個人成績 | 国内大会個人成績 | 国内大会個人成績 | 国内大会個人成績 |
| 年度             | クラブ           | 背番号           | リーグ           | リーグ戦         | リーグ戦         | リーグ杯         | リーグ杯         | オープン杯       | オープン杯       | 期間通算         | 期間通算         |
| 年度             | クラブ           | 背番号           | リーグ           | 出場             | 得点             | 出場             | 得点             | 出場             | 得点             | 出場             | 得点             |
| 日本             | 日本             | 日本             | 日本             | リーグ戦         | リーグ戦         | リーグ杯         | リーグ杯         | 天皇杯           | 天皇杯           | 期間通算         | 期間通算         |
| ---------------- | ---------------- | ---------------- | ---------------- | ---------------- | ---------------- | ---------------- | ---------------- | ---------------- | ---------------- | ---------------- | ---------------- |
| 1997             | 横浜M            | 32               | J                | 0                | 0                | 0                | 0                | 0                | 0                | 0                | 0                |
| 1998             | 横浜M            | 16               | J                | 0                | 0                | 4                | 0                | 0                | 0                | 4                | 0                |
| 1999             | 横浜FM           | 16               | J1               | 0                | 0                | 0                | 0                | 0                | 0                | 0                | 0                |
| 2000             | 横浜FM           | 16               | J1               | 3                | 0                | 2                | 0                | 0                | 0                | 5                | 0                |
| 2001             | 横浜FM           | 16               | J1               | 5                | 0                | 3                | 0                | 1                | 0                | 9                | 0                |
| 2002             | 横浜FM           | 1                | J1               | 30               | 0                | 6                | 0                | 2                | 0                | 38               | 0                |
| 2003             | 横浜FM           | 1                | J1               | 15               | 0                | 4                | 0                | 2                | 0                | 21               | 0                |
| 2004             | 横浜FM           | 1                | J1               | 30               | 0                | 4                | 0                | 0                | 0                | 34               | 0                |
| 2005             | 横浜FM           | 1                | J1               | 11               | 0                | 2                | 0                | 1                | 0                | 14               | 0                |
| 2006             | 横浜FM           | 1                | J1               | 18               | 0                | 5                | 0                | 0                | 0                | 23               | 0                |
| 2007             | 神戸             | 1                | J1               | 31               | 0                | 1                | 0                | 0                | 0                | 32               | 0                |
| 2008             | 神戸             | 1                | J1               | 25               | 0                | 6                | 0                | 0                | 0                | 31               | 0                |
| 2009             | 神戸             | 1                | J1               | 34               | 0                | 2                | 0                | 0                | 0                | 36               | 0                |
| 2010             | 神戸             | 1                | J1               | 17               | 0                | 1                | 0                | 0                | 0                | 18               | 0                |
| 2011             | 徳島             | 23               | J2               | 4                | 0                | -                | -                | 1                | 0                | 5                | 0                |
| 2012             | 徳島             | 1                | J2               | 10               | 0                | -                | -                | 0                | 0                | 10               | 0                |
| 2013             | 栃木             | 37               | J2               | 36               | 0                | -                | -                | 1                | 0                | 37               | 0                |
| 2014             | 栃木             | 37               | J2               | 10               | 0                | -                | -                | 0                | 0                | 10               | 0                |
| 2015             | FC東京           | 13               | J1               | 4                | 0                | 3                | 0                | 2                | 0                | 9                | 0                |
| 2016             | FC東京           | 13               | J1               | 0                | 0                | 0                | 0                | 0                | 0                | 0                | 0                |
| 2016             | F東23            | 13               | J3               | 7                | 0                | -                | -                | -                | -                | 7                | 0                |
| 通算             | 日本             | 日本             | J1               | 223              | 0                | 43               | 0                | 8                | 0                | 274              | 0                |
| 通算             | 日本             | 日本             | J2               | 60               | 0                | -                | -                | 2                | 0                | 62               | 0                |
| 通算             | 日本             | 日本             | J3               | 7                | 0                | -                | -                | -                | -                | 7                | 0                |
| 総通算           | 総通算           | 総通算           | 総通算           | 290              | 0                | 43               | 0                | 10               | 0                | 343              | 0                |

出場歴
- 2000年08月05日：Jリーグ初出場 - J1 2nd第8節 vs鹿島アントラーズ (国立霞ヶ丘競技場陸上競技場)
- 2006年04月01日：Jリーグ100試合出場 - J1第06節 vsFC東京 (日産スタジアム)
- 2009年11月21日：Jリーグ200試合出場 - J1第32節 vs横浜F・マリノス (ホームズスタジアム神戸)

その他の公式戦
- 2004年
  - スーパーカップ 1試合0得点
  - Jリーグチャンピオンシップ 2試合0得点
- 2005年
  - スーパーカップ 1試合0得点

| 国際大会個人成績 | 国際大会個人成績 | 国際大会個人成績 | 国際大会個人成績 | 国際大会個人成績 |
| 年度             | クラブ           | 背番号           | 出場             | 得点             |
| AFC              | AFC              | AFC              | ACL              | ACL              |
| ---------------- | ---------------- | ---------------- | ---------------- | ---------------- |
| 2004             | 横浜FM           | 1                | 5                | 0                |
| 2005             | 横浜FM           | 1                | 2                | 0                |
| 2016             | FC東京           | 13               | 0                | 0                |
| 通算             | AFC              | AFC              | 7                | 0                |

その他の国際公式戦
- 2004年
  - A3チャンピオンズカップ 3試合0得点
- 2005年
  - A3チャンピオンズカップ 3試合0得点

## 個人タイトル
- ナビスコカップMVP (2001年)

## 代表歴
- U-19日本代表
  - 1998年 AFCユース選手権 (準優勝、6試合出場)
- U-20日本代表
  - 1999年 FIFAワールドユース選手権[36](準優勝、出場なし)
- U-23日本代表
  - 1998年 第13回アジア大会[37] (2次リーグ敗退、出場なし)

## 指導歴
- 2017年 - FC東京 普及部コーチ[35]